# Leitungswasseriontophorese

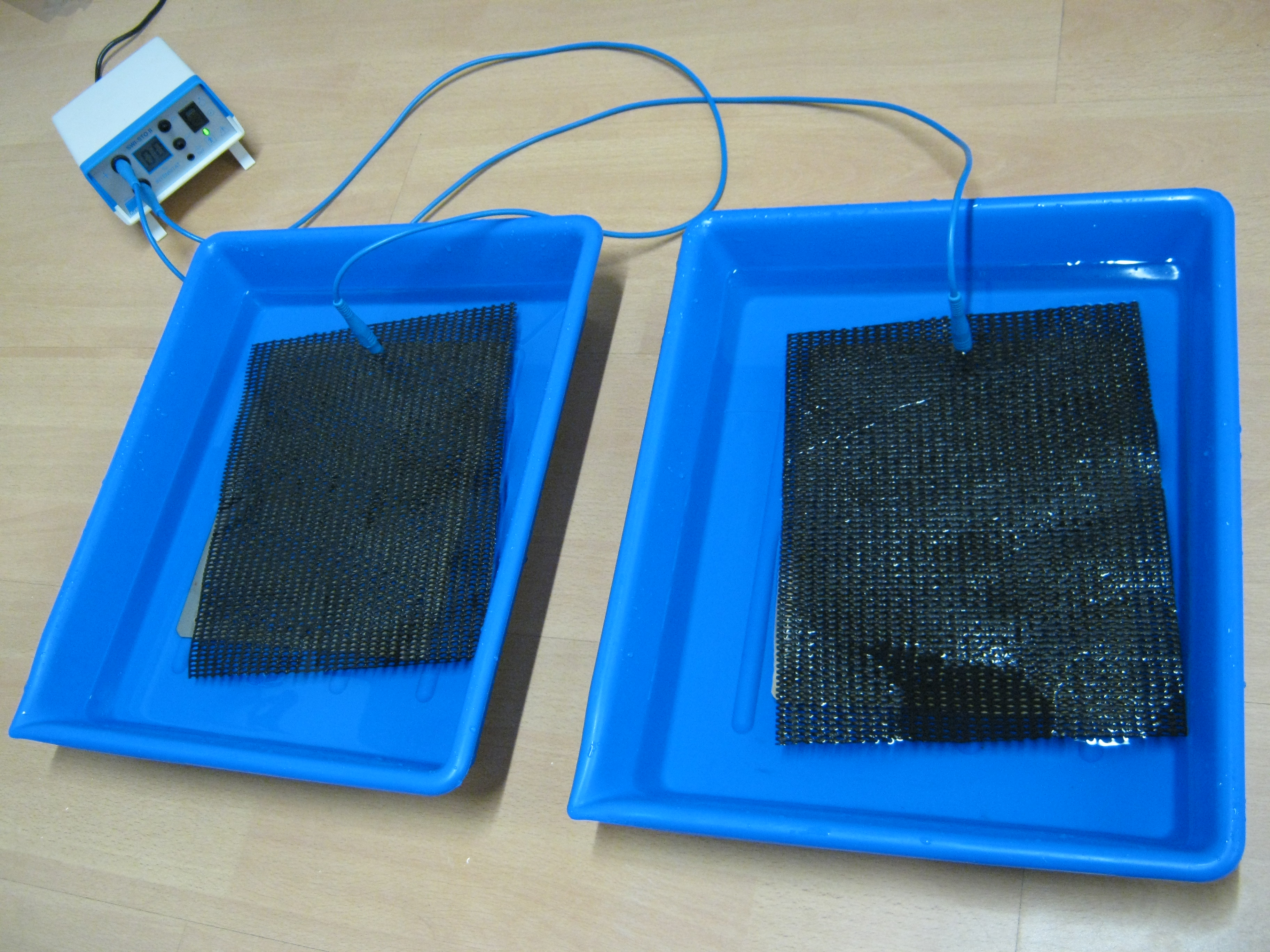
Ein Gerät zur Gleichstromleitungswasseriontophorese

Die Leitungswasseriontophorese ist eine Gleichstromtherapie zur Behandlung von Hauterkrankungen und wird vornehmlich für die konservative Behandlung der fokalen Hyperhidrose, einer örtlich begrenzten, gesteigerten Schweißneigung an den Händen, Füßen und unter den Achseln eingesetzt. Darüber hinaus wird die Leitungswasseriontophorese u. a. auch für die Behandlung von Handekzemen eingesetzt.

## Verfahren
Bei der Leitungswasseriontophorese (LWI) werden die Hände oder Füße in zwei Wannen mit Leitungswasser gelegt. In jeder Wanne ist eine Elektrode platziert, die mit einer Spannungsquelle (Steuergerät) verbunden ist. Das Leitungswasser dient als elektrisches Kontaktmedium zwischen der Elektrode und der Hand bzw. dem Fuß. Durch das Einlegen der Hände beziehungsweise Füße wird der Stromkreis über den Körper geschlossen, so dass über die Haut ein Ionentransport stattfindet (ionto = Ion, phorese = Transport). Im Fall der Achselbehandlung kommen anstelle der Wasserwannen jeweils zwei wassergetränkte Schwammtaschen mit innenliegender Elektrode zum Einsatz.
Die therapeutische Wirkung der LWI ist direkt anhängig von der Stromdichte, d. h. dem Strom pro benetzter Hautfläche. Die Höhe des Stroms ergibt sich gemäß Ohm´schen Gesetz aus der anliegenden Spannung und dem individuellen Körperwiderstand. Normalerweise werden Ströme von maximal 15 mA für die Behandlung der Hände und von maximal 25 mA für die Füße angewendet. Der Strom bzw. die Spannung wird je nach Patient und Extremität so eingestellt, dass dieser in Form eines Kribbelns spürbar, aber nicht schmerzhaft ist.
Der Strom wird als Gleichstrom, Pulsstrom (gepulster Gleichstrom)  oder variabler Pulsstrom appliziert. Pulsstrom erzeugt im Gegensatz zum Gleichstrom ein geringeres Reizempfinden; er bietet sich bei besonders empfindlichen und jungen Patienten an. Variabler Pulsstrom stellt eine weitere Möglichkeit zur Anpassung an unterschiedliche Hautdicke dar. Der Gleichstrom wird im Vergleich zum Pulsstrom dagegen als wirksamer bewertet.
Die Anwendung der LWI erfolgt in zwei Phasen: der Initialphase und der Erhaltungsphase. In der Initialphase wird die gesteigerte Schweißneigung schrittweise reduziert. Eine Therapiesitzung dauert 15 bis 20 Minuten und muss in dieser Phase 3 bis 5 mal in der Woche über einen Zeitraum von 5 bis 6 Wochen wiederholt werden. In der anschließenden Erhaltungsphase reichen dann 1 bis 2 Sitzungen pro Woche, um den Therapieerfolg zu sichern.

## Wirkprinzip
Das Wirkungsprinzip der Iontophorese im Fall der Hyperhidrose-Behandlung ist bis heute nicht abschließend wissenschaftlich geklärt. Ein Erklärungsansatz basiert auf einer reversiblen Störung des Ionentransports im sekretorischen Knäuel der Schweißdrüsen.
Die therapeutische Wirkung der Leitungswasseriontophorese ist in jedem Fall reversibler Natur und erfordert eine sog. Erhaltungstherapie (s. o.).

## Wirksamkeit
Für die Beurteilung der Wirksamkeit der Leitungswasseriontophorese für die Hyperhidrose-Behandlung liegen bislang nur kleinere randomisierte Studien vor. In mehreren unkontrollierten Studien und Fallserien wird eine Wirksamkeit von 80 – 100 % berichtet.
Die Leitungswasseriontophorese wird übergreifend als effektive, sichere und nebenwirkungsarme Behandlungsmethode bewertet.

## Geräte zur Leitungswasseriontophorese

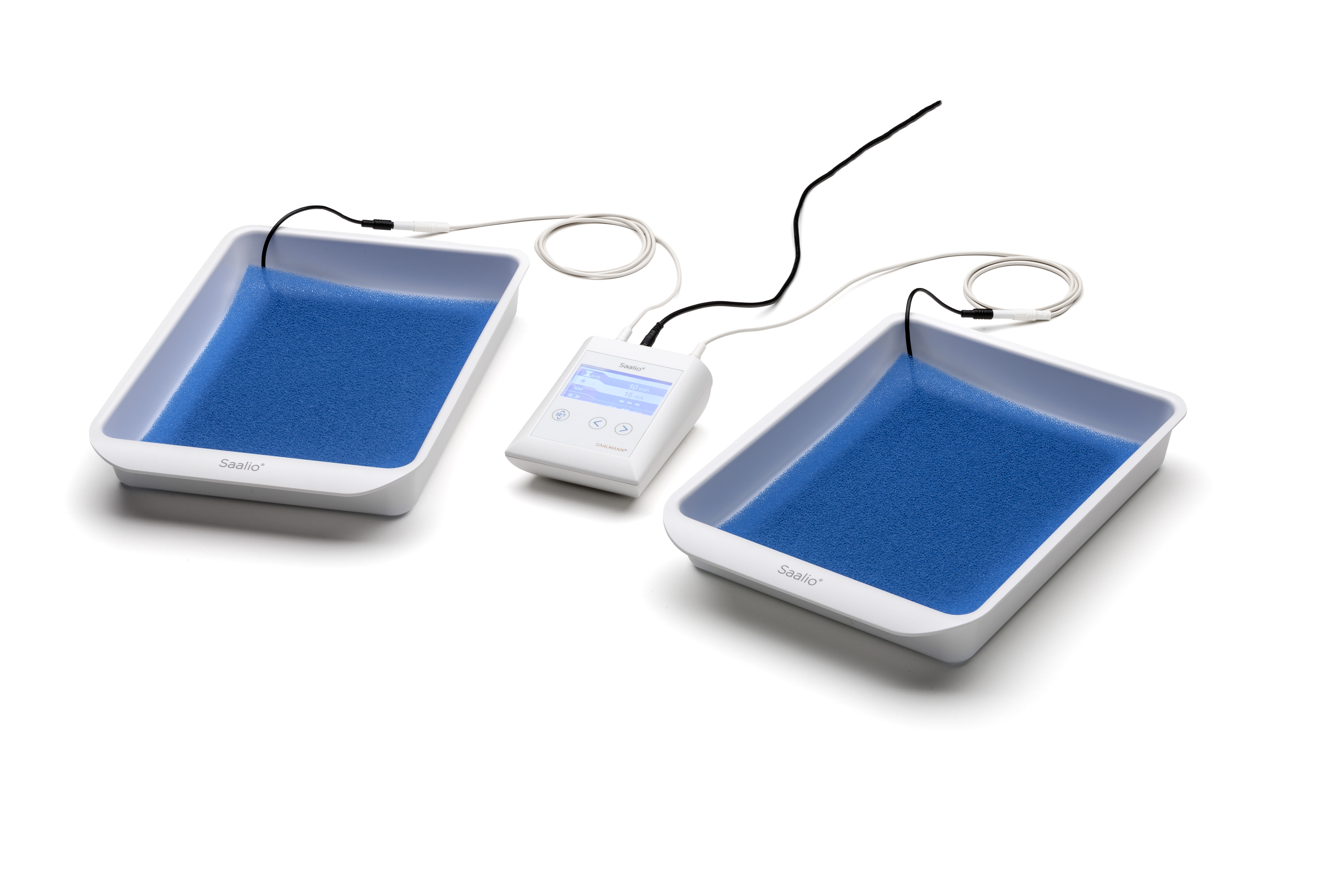
Modernes Iontophoresegerät mit wahlweise Gleich- als auch Pulsstrom

Geräte zur LWI werden nicht nur im professionellen Umfeld (Klinik, Praxis), sondern häufig auch in häuslicher Umgebung eingesetzt. Die LWI-Geräte unterliegen dem Medizinprodukterecht und bedürfen damit einer entsprechenden Prüfung und Zulassung durch sog. Benannte Stellen.
Auf dem Markt gibt es eine Vielzahl von LWI-Geräten, die sich vor allem in folgenden Punkten unterscheiden:
- Leistungsbereich (max. Spannung bzw. Stromstärke) / Zulassung für Spezialbereiche
- Gleich- und/oder Pulsstrom / Pulsstrom Fix / Pulsstrom variabel VPS
- Elektroden aus Aluminium / Edelstahl / Titan / Silikon mit Graphit
- Verfügbarkeit von Sonderelektroden (z. B. Gesichtselektrode, Rücken oder Bauchapplikator)

## Krankenkassen
Die LWI-Geräte sind als separate Produktgruppe im Hilfsmittelkatalog der Gesetzlichen Krankenkassen gelistet (Produktgruppe 09.30.01 - Monophasische Elektrotherapiegeräte bei Hautfunktionsstörungen). Bei Vorlage einer entsprechenden Verordnung (Rezept) übernehmen die Krankenkassen in der Regel die Kosten für eine dauerhafte oder befristete Bereitstellung des LWI-Gerätes für den häuslichen Gebrauch beim Versicherten.